# Métro de Bagdad
 (juillet 2009).
Si vous disposez d'ouvrages ou d'articles de référence ou si vous connaissez des sites web de qualité traitant du thème abordé ici, merci de compléter l'article en donnant les références utiles à sa vérifiabilité et en les liant à la section « Notes et références ».
Le métro de Bagdad est un projet de transport en commun comprenant deux lignes distinctes dont les plans furent imaginés en 1983, mais qui n'a pour l'instant toujours pas été réalisé. Depuis 2008, cependant, les chantiers de construction ont rouvert.

## Le projet de 1983
Les plans du métro de Bagdad furent imaginés en 1983 par Saddam Hussein. Dès lors, d'ambitieux chantiers furent mis en place pour réaliser, à terme la construction de deux lignes. Mais les travaux furent stoppés par la guerre contre l'Iran qui prit fin en 1988.

## Le projet de 2008-2012
Depuis 2008, avec le retour d'une stabilité relative et fragile en Irak, les membres de la mairie de Bagdad et du gouvernement irakien manifestent leur souhait de remettre à jour ce projet dans le but de rendre la ville de Bagdad plus dynamique et de préparer son éveil économique. Les travaux ont déjà abouti à la création d'une rame reliant Bagdad à Falloujah qui fut, avec la liaison ferroviaire entre Bagdad et Bassorah, le premier système de transport en commun d'Irak à être mis en service depuis le début de la guerre d'Irak en 2003. La fin des travaux et la mise en service des deux lignes devraient s'opérer en 2012.
Les plans des lignes actuellement en projet s'inspirent directement de ceux de 1983 ; cependant, on peut noter que les noms de quelques stations ont changé.

## Projet des deux lignes
À l'origine, Saddam Hussein avait prévu que chacune des extrémités des deux lignes de métro parte dans l'une des quatre directions cardinales pour que toute la ville de Bagdad puisse ainsi bénéficier de transports en commun modernes et rapides sans distinction de quartier et donc, de milieu social. Les deux lignes devaient être connectées au niveau de la station Khalani. Il en est de toujours de même pour le projet actuel de 2008-2012.
| Ligne 1 | Ligne 2 |
| --- | --- |
| - Sadr City (initialement Saddam City) - Thawra - Saif Saad - Qunatira - Rue Jolan - Rue Quds - Rue Zouhour - Monument aux martyrs - Rue de Palestine - Porte de Talism - Gare de Bagdad Est - Rue de Port Said - Place Sabawi - Khalani (connexion avec la ligne 2) - Shorjah - Rue Amin - Medan - Sarafiya - Rue Maghrib - Place Antar | - Masbah - Théâtre national - Place Mirjana - Place Firdaws - Place Nasir - Place Tahrir - Khalani (connexion avec la ligne 1) - Rue Mustansir - Rue de Haifa - Musée national - Gare Centrale - Mutanabi - Mansour - 14ème Ramadan - Rue Rabie'a |